# Lepithrix stigma
Lepithrix stigma är en skalbaggsart som beskrevs av Degeer 1778. Lepithrix stigma ingår i släktet Lepithrix och familjen Melolonthidae. Inga underarter finns listade i Catalogue of Life.